# Charlotte Leslie (femme politique)
Charlotte Leslie (née le 11 août 1978) est une femme politique britannique du Parti conservateur qui est l'actuelle directrice du Conseil conservateur du Moyen-Orient. Elle est députée de la circonscription de Bristol North West, de 2010 à 2017.

## Jeunesse
Née à Liverpool en 1978, Leslie déménage à Bristol avec sa famille à l'âge de deux ans. Son père travaille comme chirurgien orthopédiste à l'hôpital Southmead de Bristol et à la Bristol Royal Infirmary. Sa mère est une championne britannique de triathlon pour son groupe d'âge et en 2013, elle termine 9e de la grande finale mondiale de triathlon. Leslie fréquente l'école de badminton et Millfield, avant d'étudier les classiques au Balliol College d'Oxford. Elle obtient son diplôme en 2001. Elle a l'habitude de nager de manière compétitive, représentant la ville de Bristol, et participe à la finale nationale par groupe d'âge au 200 m et 100 m dos .

## Carrière
Pendant ses études universitaires et immédiatement après, Leslie travaille comme sauveteur sur les plages de Cornouailles du nord, puis comme entraîneur de natation et instructeur de gym au Thornbury Leisure Centre et à temps partiel dans un pub local. Elle travaille ensuite à la télévision, pour la BBC sur The Weakest Link et The Holiday Program, ainsi que sur des programmes indépendants sur BBC et Sky. Elle travaille également comme tutrice à temps partiel en lettres classiques et comme gouverneure de l'école primaire Oxford Gardens à Londres et de l'école primaire Avonmouth à Bristol.
En 2005, elle rejoint le think tank Policy Exchange où elle co-écrit le rapport "More Good School Places", qui est le premier à recommander une "Pupil Premium" de 6 000 £ de financement supplémentaire pour chaque enfant défavorisé dans les écoles publiques du pays. Cette proposition est reprise par le gouvernement de coalition en 2010.
Elle travaille ensuite comme conseillère auprès de David Willetts, alors secrétaire d'État fantôme pour les enfants, les écoles et les familles, se concentrant principalement sur l'éducation spécialisée, ainsi que pour la Young Foundation et la National Autistic Society.
Avant son élection en 2010, elle est éditrice de Crossbow, le journal du Bow Group et écrit pour diverses publications, dont un blog régulier pour The Guardian.
En juillet 2017, elle est nommée directrice du Conseil conservateur du Moyen-Orient,.

## Carrière politique
Lors des élections générales du 6 mai 2010, Charlotte Leslie est élue députée de la circonscription de Bristol North West à l'âge de 31 ans, faisant d'elle l'une des plus jeunes députés du Parlement. Elle obtient 19 115 voix, 3 274 devant la candidate libérale-démocrate battant les travaillistes.
Elle prononce son premier discours le 2 juin 2010, mettant l'accent sur les divisions éducatives existant dans sa circonscription et faisant l'éloge d'organisations comme Teach First qui cherchent à faire tomber ces barrières.
En 2011, elle est nommée ambassadrice « Big Society » du gouvernement par le Premier ministre.
Elle lance une campagne appelant à la démission de David Nicholson, le directeur général du NHS. Cela aboutit à son prix du « Backbencher de l'année » aux prix du parlementaire de l'année 2013 du Spectator.
Elle lance des appels au Parlement pour la création d'un Royal College of Teaching publiant un livre sur le sujet en 2013. Elle est administratrice du Teacher Development Trust .
Leslie annonce avant le Référendum sur l'appartenance du Royaume-Uni à l'Union européenne qu'elle soutiendrait le Brexit,.
Auparavant, elle est membre du groupe de députés conservateurs Fresh Start, qui milite pour une réforme en profondeur de l'Union européenne. Elle contribue à ses travaux sur le droit social et du travail et sur l'impact de l'UE sur le Service national de santé .

## Vie privée
Leslie vit à Westbury-on-Trym dans son ancienne circonscription. Elle est présidente du club de boxe d'Avonmouth National Smelting Company.
Elle s'est fiancée à John Darvall, un présentateur de la BBC Radio Bristol et marié deux fois, père de quatre enfants, le jour de Noël 2014. Juste avant les élections générales de 2015, Darvall est déplacé de son émission d'actualités du matin à un créneau de l'après-midi pour protéger l'impartialité de la BBC et éviter les accusations de conflit d'intérêts lorsqu'il interviewe sa fiancée. Le présentateur s'est fortement opposé au changement. Ils se sont séparés en 2016.